# Albin Lambotte
Pour les articles homonymes, voir Lambotte.
Albin Lambotte (né à Saint-Josse-ten-Noode le 3 juillet 1866 - mort le 1er août 1955 à Anvers) était un orthopédiste belge. Avec l’Écossais William Arbuthnot Lane, il est reconnu comme l'un des pionniers de la traumatologie et comme le père de l'ostéosynthèse.

## Biographie
Albin Lambotte était le plus jeune des  sept enfants d'un professeur d'anatomie comparée de Bruxelles. Son père mourut alors qu'Albin avait sept ans. Après ses études de médecine à l'Université Libre de Bruxelles, il travailla d'abord comme interne à l'hôpital de Schaerbeek avec son frère, le chirurgien Élie Lambotte (1856–1912). Il réalise alors la  première résection gastrique en Belgique, la deuxième cholécystectomie suivie de succès dans le monde.
Il fut ensuite interne des Hôpitaux civils d'Anvers (de 1890 à 1892), puis chirurgien-adjoint des Hôpitaux civils d'Anvers.
Albin Lambotte fut nommé chef de service de chirurgie à l’hôpital du Stuivenberg à Anvers en 1900 ; il s’attaque au traitement opératoire des fractures, notamment des ouvertes : en 1908, il présentait 35 opérés de fractures de fémur entièrement guéris. Il n'est pas le premier réalisateur d'une ostéosynthèse à plaque, précédé en cela par W.A. Lane et par Elie Lambotte, son frère, mais il est le premier,  en 1901, à mettre au point et à utiliser le fixateur externe. Le développement de ces nouvelles techniques est permis par l'avènement de l'asepsie, à la suite des travaux irréfutables de Lister. Lambotte invente en outre une série d'instruments qu'on utilise toujours. Lambotte refuse toutefois d'accepter la commercialisation de ses plaques tant il redoute les malfaçons industrielles. Il préfère les réaliser lui-même d'où une diffusion très limitée. En 1895, il épouse Emma Protin, écrivain belge, mécène et escrimeuse.
Pendant la Première Guerre mondiale, il est chirurgien de l'Ambulance à Anvers (1914) puis chirurgien en Chef des Invalides de la Province d'Anvers (1914-1918). 
Son livre fondateur (L’intervention opératoire dans les fractures récentes et anciennes envisagée particulièrement au point de vue de l’ostéosynthèse) est publié en 1907. La Société Belge d'Orthopédie en a réédité les figures en 1971 et en 1997. Lambotte fut invité à opérer à Paris en 1913 dans le service de Théodore Tuffier et à Lyon dans le service de Bérard en 1914.
Jean Verbrugge vient le seconder en 1926 et l'aide à développer ses techniques et leur instrumentation.

## Postérité
L’école de Verbrugge à Gand a formé Claessens, De Wulf et d’autres. "Verbrugge et ses assistants travaillaient avec des gants blancs en filoselle. Après incision de la peau, les muscles étaient écartés par un petit onglet, «le doigt du chirurgien», le foyer de fracture était mis à nu, chaque fragment était saisi dans un davier en vue de la réduction dont un troisième davier assurait la contention, une plaque saisie par une pince porte-plaque, était placée à cheval sur le foyer de fracture et solidement maintenue par trois vis sur chaque fragment… Une fois la peau suturée, Verbrugge était fier de montrer un montage solide en mobilisant le membre…"
L’école anversoise accueillit dès 1934 Rombouts, Massa, Crahay qui furent dispersés par la guerre et plus tard Desenfans qui fonda la traumatologie minière à Charleroi.
En France, c'est le grand chirurgien Théodore Tuffier (1857-1916) qui diffuse et poursuit le développement des idées de Lambotte.
Robert Danis (1880-1962), chirurgien belge réputé dans de multiples domaines, définira les bases biologiques de l'ostéosynthèse. Il étendra les indications de l'ostéosynthèse, toujours préférée par lui au traitement conservateur générateur de la maladie fracturaire. 
L'Allemand Gehrard Kùntscher imposera à partir de 1940 l'enclouage centro-médullaire qui marque une véritable révolution dans le traitement chirurgical des fractures. 
Le Suisse Maurice Müller reprendra les idées des deux précédents et associera l'activité hospitalière à la recherche et à l'industrie à l'échelle planétaire : il fut celui qui permit d'industrialiser et de diffuser largement l'ostéosynthèse.

## Distinctions
- Chevalier de l'Ordre de Léopold II
- Médaille Civique de 1re Classe pour services rendus pendant l'épidémie de choléra de 1892[8].

Il fut membre de nombreuses sociétés savantes :
- Société de Chirurgie de Paris,
- Société Belge de Chirurgie (Président),
- Société Internationale de Chirurgie,
- Association Française de Chirurgie,
- Société de Médecine d'Anvers,
- Société Médico-Chirurgicale d'Anvers.

## « Violon d'Ingres»
Albin Lambotte se passionna pour la lutherie, à tel point qu'il construisit de ses mains une centaine de violons, 4 altos et 2 violoncelles d'après des modèles italiens. Outre l'étiquette à son nom, il signait ses instruments sur le talon du manche.